# Delfina Merino
Delfina Merino (Vicente López, 15 ottobre 1989) è una hockeista su prato argentina, di ruolo attaccante.

## Biografia
In carriera vanta due argenti olimpici conquistati a Londra 2012 e 
Tokyo 2020, frutto di due sconfitte nella finale per l'oro entrambe le volte contro la Nazionale dei Paesi Bassi, la stessa nazionale che, a Rio de Janeiro 2016, ha estromesso la Nazionale argentina nei quarti di finale.
Ai campionati mondiali annovera un successo nell'edizione del 2010, disputata in casa a Rosario e vinti questa volta battendo i Paesi Bassi, ed un terzo posto a quella di L'Aia del 2014.
Tra il 2009 ed il 2018 ha collezionato un oro nella Hockey World League, cinque vittorie, un secondo ed un terzo posto nella Hockey Champions Trophy, due argenti ai Giochi panamericani a Guadalajara 2011 e Toronto 2015 e tre successi nella Coppa panamericana.
Nel febbraio 2018 è stata eletta miglior giocatrice al mondo nel 2017 dall'International Hockey Federation.

## Palmarès
- Giochi olimpici

Londra 2012: argento.
Tokyo 2020: argento.
- Campionato mondiale

Rosario 2010: oro.
L'Aia 2014: bronzo.
- Hockey World League

Rosario 2014-2015: oro.
- Champions Trophy

Sydney 2009: oro.
Nottingham 2010: oro.
Amstelveen 2011: argento.
Rosario 2012: oro.
Mendoza 2014: oro.
Londra 2016: oro.
Changzhou 2018: bronzo.
- Giochi panamericani

Guadalajara 2011: argento.
Toronto 2015: argento.
- Coppa panamericana

Hamilton 2009: oro.
Mendoza 2013: oro.
Lancaster 2017: oro.